# Blakea acostae
Blakea acostae es una especie de planta de flores perteneciente a la familia  Melastomataceae. Es endémica de Ecuador.  Su hábitat natural son las montañas húmedas tropicales o subtropicales. 
Es un arbusto o pequeño árbol nativo de Ecuador donde se descubrieron dos colonias en 1943. Una en la Hacienda Rosa Mercedes, en Bucay, y otra en la carretera Chacanceo–Molleturo, entre los ríos Blanco y Norcay. No se han descubierto nuevos especímenes desde 1945 y no se tienen noticias de que existan en las áreas protegidas de Ecuador.

## Taxonomía
Blakea acostae fue descrita por John Julius Wurdack y publicado en Phytologia 43(4): 348–349. 1979.